# Samo życie (album Farben Lehre)
Samo życie – koncertowa płyta zespołu Farben Lehre, wydana w 1994 roku. Reedycja albumu ukazała się jako druga płyta w kompilacji Best of the Best z 2011.

## Lista utworów
Strona A:
1. „Handel”
2. „Ulice milczą”
3. „Jumping Jack Flash”
4. „Mania manipulacji”
5. „Kopnij mnie jeszcze”
6. „Somebody...”
7. „Nierealne ogniska”
8. „Oto moja wiara”

Strona B:
1. „Credo”
2. „Wojny”
3. „Mam w d...”
4. „Egoiści”
5. „Osobista”
6. „Hey, Hey”
7. „Helikoptery ’90”
8. „Jutro przed nami”

## Twórcy
- Wojciech Wojda – śpiew, teksty
- Paweł Małecki – gitara, śpiew
- Bogdan Kiciński – gitara
- Piotr Kokoszczyński – bas
- Adam Mikołajewski – perkusja